# Hoplitimyia inbioensis
Hoplitimyia inbioensis är en tvåvingeart som beskrevs av Norman E. Woodley 2008. Hoplitimyia inbioensis ingår i släktet Hoplitimyia och familjen vapenflugor.
Artens utbredningsområde är Costa Rica. Inga underarter finns listade i Catalogue of Life.